# Sandomierz Basin
Lưu vực Sandomierz (tiếng Ba Lan: Kotlina Sandomierska). là một vùng đất thấp, nằm ở phía đông nam Ba Lan, giữa vùng đất Lesser Ba Lan, vùng cao Lublin và vùng Carpathians phương Tây. Tên của nó xuất phát từ thành phố lịch sử Sandomierz và lưu vực có hình tam giác với kích thước khoảng 15.000 km2 (5.800 dặm vuông Anh). Nó được thoát ra bởi sông Vistula, cũng như phụ lưu phía đông của nó, San (cả hai con sông đều có biên giới phía bắc). Trong số các thành phố lớn nằm trong lưu vực của lưu vực Sandomierz là Dębica, Jarosław, Mielec, Przemyśl, Przeworsk, Rzeszów, Stalowa Wola, Sandomierz, Tarnobrzeg và Tarnów.

## Địa lý
Lưu vực Sandomierz nằm chủ yếu trên lãnh thổ của ba tỉnh ở Ba Lan - Voivodeship Ba Lan (góc phía đông bắc), Podkarpacie Voivodeship (góc tây nam) và Lublin Voivodeship (góc tây bắc). Phần cực đông của nó cũng ở Lviv Oblast ở Ukraine. Nó là nơi sinh sống dày đặc của nhiều loài sinh vật, ngoại trừ Rừng Niepołomice và Rừng Sandomierz. Lưu vực được chia thành các tiểu vùng địa lý sau:
- Vistula Lowland (Nizina Nadwislanska),
- Chân đồi Bochnia (Podgorze Bochenskie),
- Cao nguyên Tarnów (Plaskowyz Tarnowski),
- Thung lũng Wisłoka dưới (Dolina Dolnej Wisloki),
- Đồng bằng Tarnobrzeg (Rownina Tarnobrzeska)
- Thung lũng Hạ San (Dolina Dolnego Sanu)
- Đồng bằng Biłgoraj (Rownina Biłgorajska),
- Cao nguyên Kolbuszowa (Plaskowyz Kolbuszowski),
- Cao nguyên Tarnogród (Plaskowyz Tarnogródzki),
- Subcarpathian Urstromtal (Pradolina Podkarpacka)
- Chân đồi Rzeszów (Podgorze Rzeszowskie).

Lưu vực rất giàu tài nguyên thiên nhiên, như muối (Bochnia, Wieliczka), thạch cao, lưu huỳnh (Tarnobrzeg), khí tự nhiên (Husow, Jarosław) và dầu mỏ. Nó được cắt ngang bởi tuyến đường châu Âu E40, dọc theo tuyến đường sắt phía đông phía tây từ Kraków đến Lwów. Nhiệt độ trung bình hàng năm trong thung lũng sông Vistula là 8   °C, và hàng năm, có 90 đến 100 ngày với nhiệt độ dưới mức đóng băng (từ giữa tháng 10 đến cuối tháng 4). Vào mùa đông, có khoảng 2 giờ nắng mỗi ngày, trong khi vào mùa hè khoảng 5 giờ. Trong các thung lũng của Vistula và Raba thường có sương mù. Lượng mưa hàng năm là 800   mm, với tuyết ở trên mặt đất trong 50 đến 60 ngày mỗi năm. Khí hậu của lưu vực Sandomierz được đánh dấu bằng những thay đổi thường xuyên.

## Hình ảnh

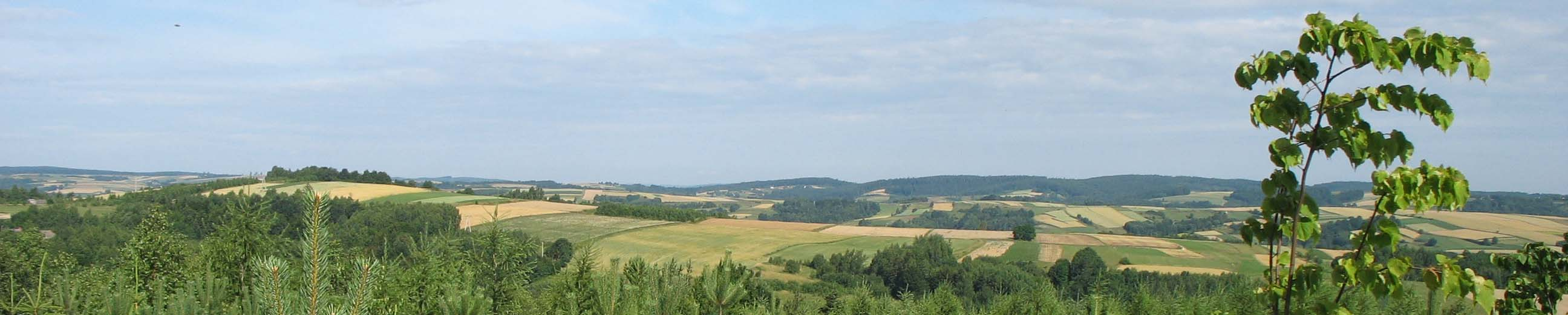
Chân đồi Rzeszów
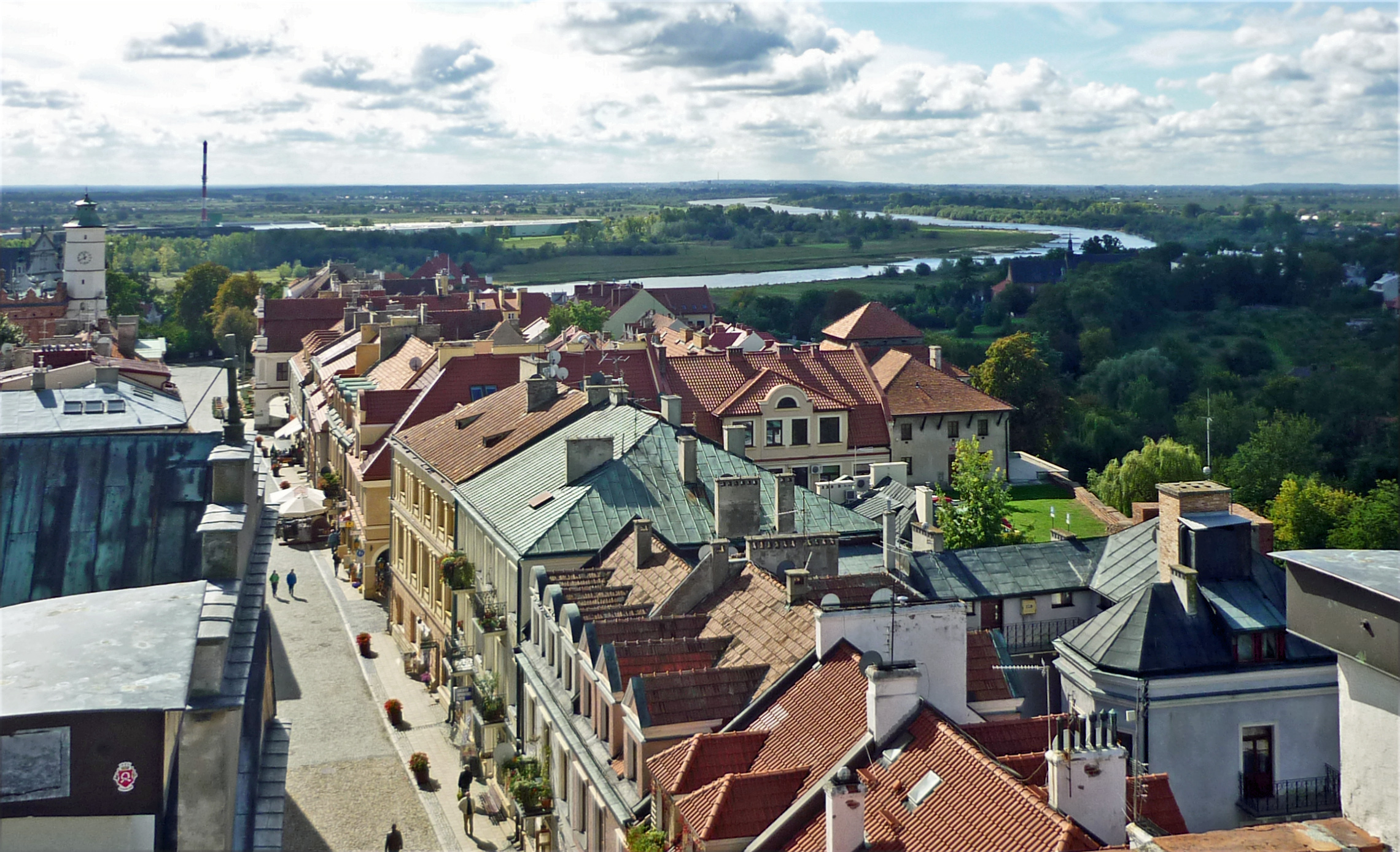
Vistula ở Sandomierz
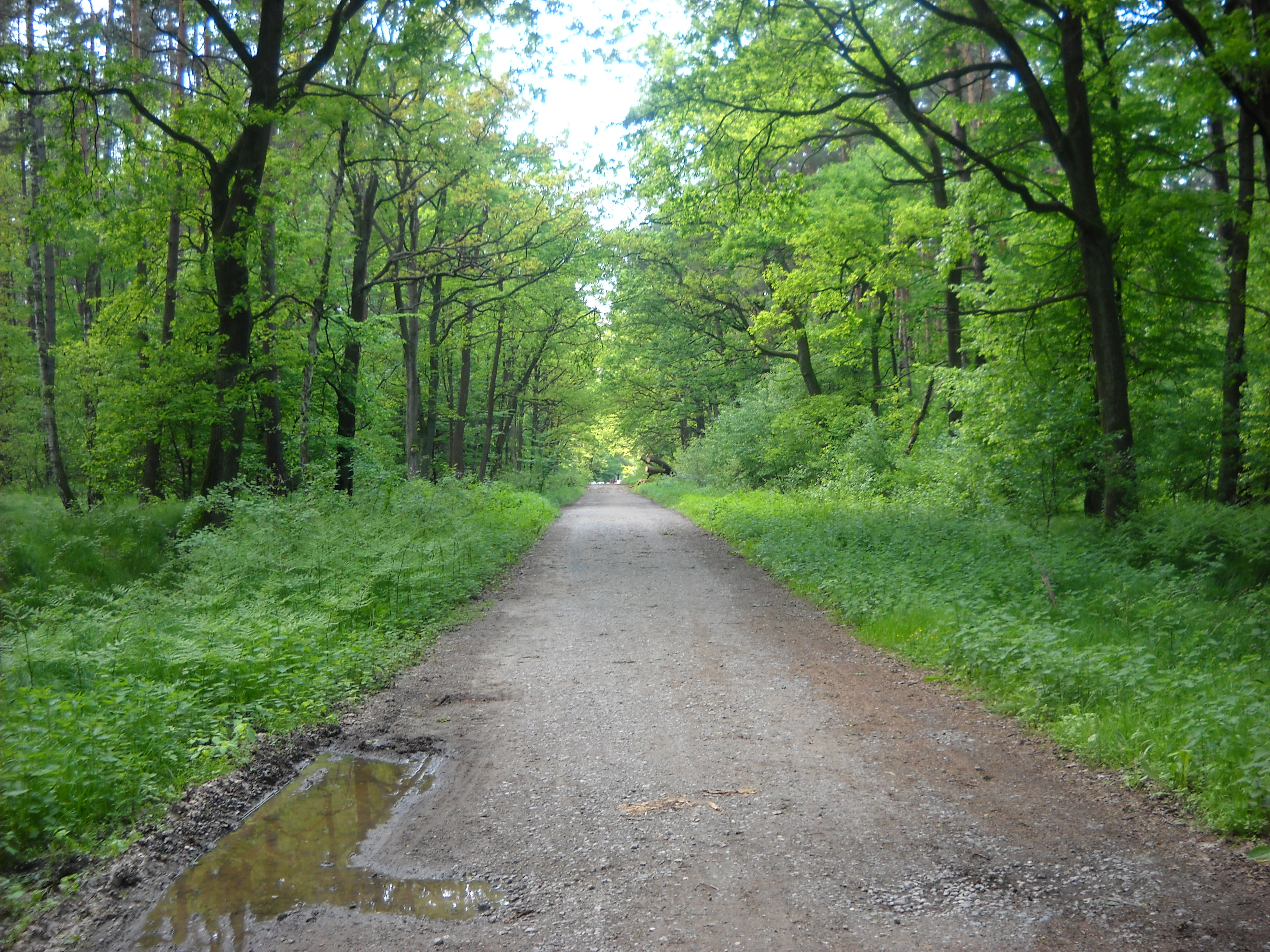
Rừng Niepołomice

## liên kết ngoài
- Những con đường mòn du lịch trong lưu vực Sandomierz Lưu trữ ngày 1 tháng 6 năm 2019 tại Wayback Machine